# Hayrettin Demirbaş
Hayrettin Demirbaş (ur. 26 czerwca 1963 w Stambule) – piłkarz turecki grający na pozycji bramkarza. W swojej karierze rozegrał 18 meczów w reprezentacji Turcji. Od 2010 roku jest trenerem klubu Yeni Bornovaspor.

## Kariera klubowa
Karierę piłkarską Demirbaş rozpoczął w klubie Altay SK z Izmiru. W sezonie 1982/1983 zadebiutował w nim w pierwszej lidze tureckiej. W nim też spadł z Altayem do drugiej ligi, ale w 1984 roku wrócił do pierwszej. W sezonie 1985/1986 został wypożyczony z Altayu do Afyonkarahisarsporu.
Latem 1986 roku Demirbaş przeszedł do Galatasaray SK ze Stambułu. Przez pierwsze cztery sezony był rezerwowym bramkarzem dla Jugosłowianina Zorana Simovicia i dopiero w sezonie 1990/1991 stał się podstawowym zawodnikiem Galatasaray. Wraz z Galatasaray pięciokrotnie wywalczył tytuł mistrza Turcji w latach 1987, 1988, 1993, 1994 i 1997. Trzykrotnie zdobył z nim Puchar Turcji w latach 1991, 1993 i 1996 oraz sześciokrotnie Superpuchar Turcji w latach 1987, 1988, 1991, 1993, 1996 i 1997. W sezonie 1994/1995 był wypożyczony do Vansporu.
Na początku 1997 roku Demirbaş odszedł z Galatasaray do Zeytinburnusporu. Wiosną 1997 spadł z nim z pierwszej do drugiej ligi. W 1999 roku przeszedł do Ağrısporu i grał w nim w sezonie 1999/2000, a następnie zakończył swoją karierę.
| Sezon   | Klub               | Kraj   | Rozgrywki | Mecze | Bramki |
| ------- | ------------------ | ------ | --------- | ----- | ------ |
| 1981/82 | Altay SK           | Turcja | 1. Lig    | 0     | 0      |
| 1982/83 | Altay SK           | Turcja | 1. Lig    | 10    | 0      |
| 1983/84 | Altay SK           | Turcja | 2. Lig    | ?     | ?      |
| 1984/85 | Altay SK           | Turcja | 1. Lig    | 14    | 0      |
| 1985/86 | Afyonkarahisarspor | Turcja | 2. Lig    | ?     | ?      |
| 1986/87 | Galatasaray SK     | Turcja | 1. Lig    | 3     | 0      |
| 1987/88 | Galatasaray SK     | Turcja | 1. Lig    | 5     | 0      |
| 1988/89 | Galatasaray SK     | Turcja | 1. Lig    | 6     | 0      |
| 1989/90 | Galatasaray SK     | Turcja | 1. Lig    | 6     | 0      |
| 1990/91 | Galatasaray SK     | Turcja | 1. Lig    | 29    | 0      |
| 1991/92 | Galatasaray SK     | Turcja | 1. Lig    | 27    | 0      |
| 1992/93 | Galatasaray SK     | Turcja | 1. Lig    | 30    | 0      |
| 1993/94 | Galatasaray SK     | Turcja | 1. Lig    | 30    | 0      |
| 1994/95 | Vanspor            | Turcja | 1. Lig    | 12    | 0      |
| 1995/96 | Galatasaray SK     | Turcja | 1. Lig    | 2     | 0      |
| 1996/97 | Galatasaray SK     | Turcja | 1. Lig    | 11    | 0      |
| 1996/97 | Zeytinburnuspor    | Turcja | 1. Lig    | 16    | 0      |
| 1997/98 | Zeytinburnuspor    | Turcja | 2. Lig    | 2     | 0      |
| 1998/99 | Zeytinburnuspor    | Turcja | 2. Lig    | 22    | 0      |
| 1999/00 | Ağrıspor           | Turcja | 3. Lig    | ?     | ?      |

## Kariera reprezentacyjna
W reprezentacji Turcji Demirbaş zadebiutował 1 maja 1991 roku w przegranym 0:1 meczu eliminacji do Euro 92 z Anglią. W swojej karierze grał też w eliminacjach do MŚ 1994. Od 1991 do 1994 roku rozegrał w kadrze narodowej 18 meczów.
| Mecze i gole w reprezentacji | Mecze i gole w reprezentacji | Mecze i gole w reprezentacji | Mecze i gole w reprezentacji | Mecze i gole w reprezentacji | Mecze i gole w reprezentacji | Mecze i gole w reprezentacji |
| #                            | Data                         | Stadion                      | Rywal                        | Wynik                        | Gol                          | Rozgrywki                    |
| 1991                         | 1991                         | 1991                         | 1991                         | 1991                         | 1991                         | 1991                         |
| ---------------------------- | ---------------------------- | ---------------------------- | ---------------------------- | ---------------------------- | ---------------------------- | ---------------------------- |
| 1.                           | 01.05.1991                   | Izmir, Turcja                | Anglia                       | 0:1                          | 0                            | el. ME 1992                  |
| 2.                           | 15.07.1991                   | Thorshavn, Wyspy Owcze       | Wyspy Owcze                  | 1:1                          | 0                            | towarzyski                   |
| 3.                           | 21.08.1991                   | Stara Zagora, Bułgaria       | Bułgaria                     | 0:0                          | 0                            | towarzyski                   |
| 4.                           | 04.09.1991                   | Stambuł, Turcja              | Stany Zjednoczone            | 1:1                          | 0                            | towarzyski                   |
| 5.                           | 16.10.1991                   | Londyn, Anglia               | Anglia                       | 0:1                          | 0                            | el. ME 1992                  |
| 6.                           | 13.11.1991                   | Stambuł, Turcja              | Irlandia                     | 1:3                          | 0                            | el. ME 1992                  |
| 1992                         |                              |                              |                              |                              |                              |                              |
| 7.                           | 12.02.1992                   | Adana, Turcja                | Finlandia                    | 1:1                          | 0                            | towarzyski                   |
| 8.                           | 08.04.1992                   | Ankara, Turcja               | Dania                        | 2:1                          | 0                            | towarzyski                   |
| 9.                           | 30.05.1992                   | Gelsenkirchen, RFN           | RFN                          | 0:1                          | 0                            | towarzyski                   |
| 10.                          | 26.08.1992                   | Trabzon, Turcja              | Bułgaria                     | 3:2                          | 0                            | towarzyski                   |
| 11.                          | 23.09.1992                   | Poznań, Polska               | Polska                       | 0:1                          | 0                            | el. MS 1994                  |
| 12.                          | 28.10.1992                   | Ankara, Turcja               | San Marino                   | 4:1                          | 0                            | el. MS 1994                  |
| 13.                          | 18.11.1992                   | Londyn, Anglia               | Anglia                       | 0:4                          | 0                            | el. MS 1994                  |
| 14.                          | 16.12.1992                   | Stambuł, Turcja              | Holandia                     | 1:3                          | 0                            | el. MS 1994                  |
| 1993                         |                              |                              |                              |                              |                              |                              |
| 15.                          | 31.03.1993                   | Izmir, Turcja                | Anglia                       | 0:2                          | 0                            | el. MS 1994                  |
| 16.                          | 28.04.1993                   | Oslo, Norwegia               | Norwegia                     | 1:3                          | 0                            | el. MS 1994                  |
| 17.                          | 10.11.1993                   | Stambuł, Turcja              | Norwegia                     | 2:1                          | 0                            | el. MS 1994                  |
| 1994                         |                              |                              |                              |                              |                              |                              |
| 18.                          | 23.02.1994                   | Stambuł, Turcja              | Czechy                       | 1:4                          | 0                            | towarzyski                   |

## Kariera trenerska
Po zakończeniu kariery piłkarskiej Demirbaş został trenerem. Prowadził takie zesopły jak: Bucaspor, Erzurumspor, Nazilli Belediyespor i Bingölspor. Od 2010 roku jest trenerem klubu Yeni Bornovaspor.